# Quatre (carte à jouer)
Pour les articles homonymes, voir Quatre (homonymie).

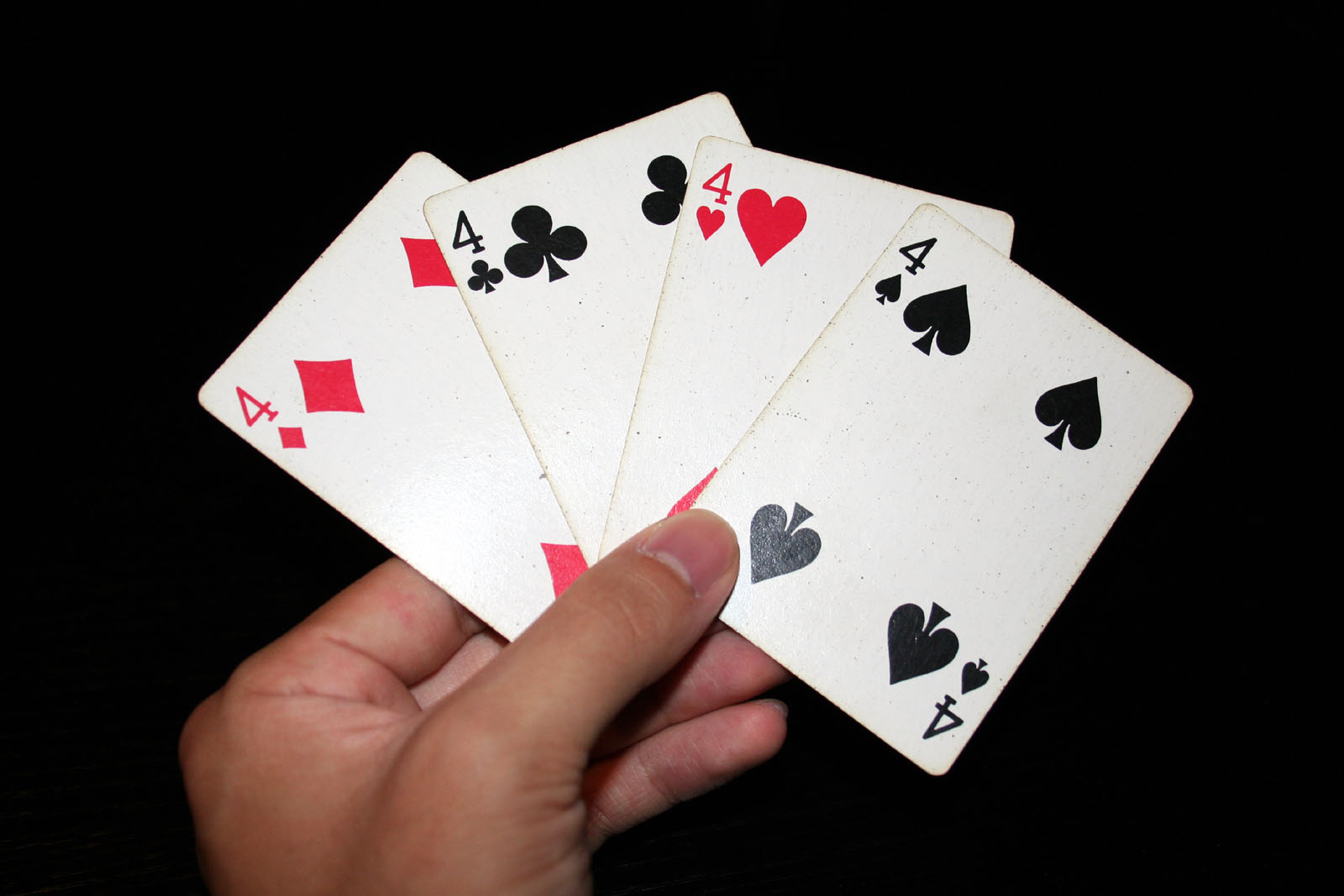
Une main de quatre quatre portant les enseignes françaises.

Le quatre est une valeur de carte à jouer.

## Historique
Si l'origine précise des cartes à jouer n'est pas connue, elles se sont diffusées en Europe par l'intermédiaire du monde arabe. Les cartes de tarot existent en Italie au début du XIVe siècle, tandis que les cartes non spécifiques au tarot apparaissent en Espagne 50 ans auparavant. Ces jeux de cartes comportent la valeur « quatre ».
Pour des raisons pratiques et budgétaires (adaptation des cartes à différents jeux, réduction des coûts lors de l'impression, etc.), les jeux de tarot voient leur nombre de cartes diminuer, par suppression des atouts et des cartes de faible valeur. Tous les pays ne conservent pas les mêmes cartes, ni le même nombre de cartes au total. Par conséquent, les quatre restent présents dans les paquets de cartes traditionnels de certains pays, tandis qu'ils sont absents d'autres.
- Les cartes suivantes proviennent du tarot de Visconti-Sforza, imprimé vers 1450 en Italie du Nord[3] :

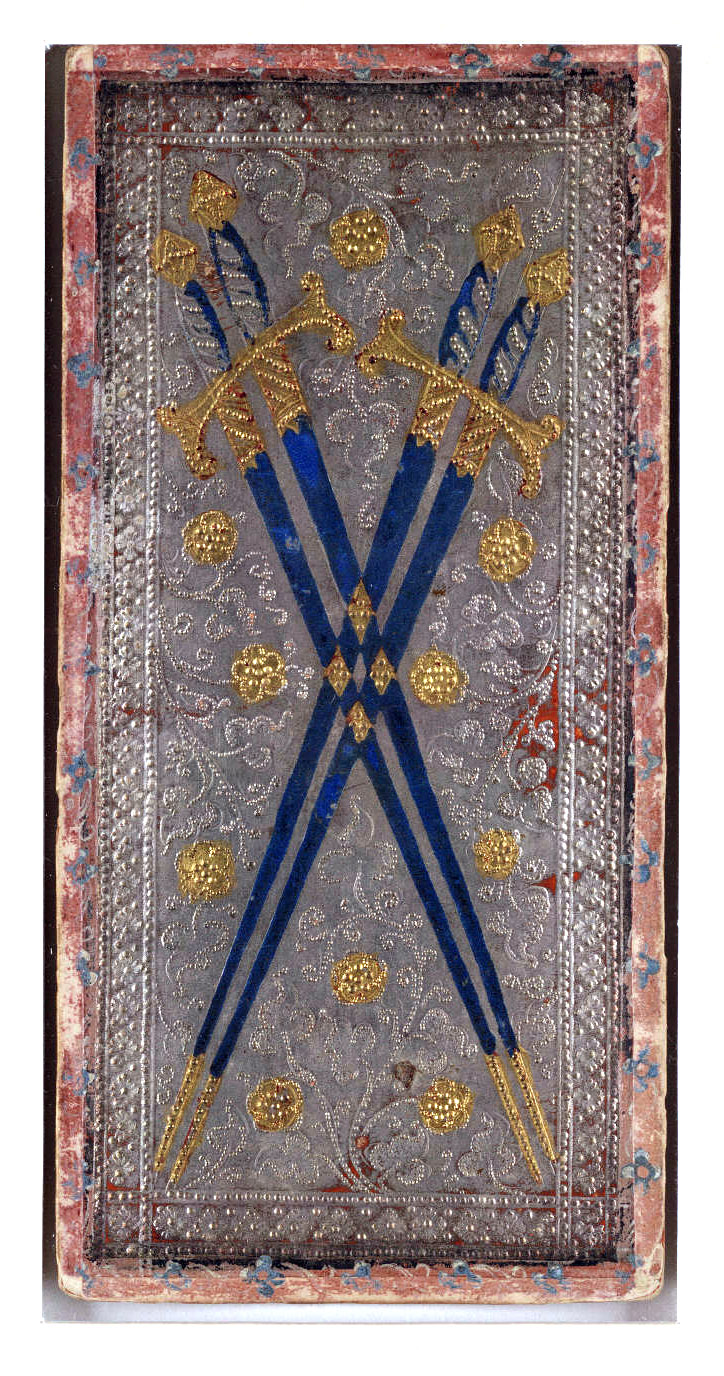
Quatre d'épée.
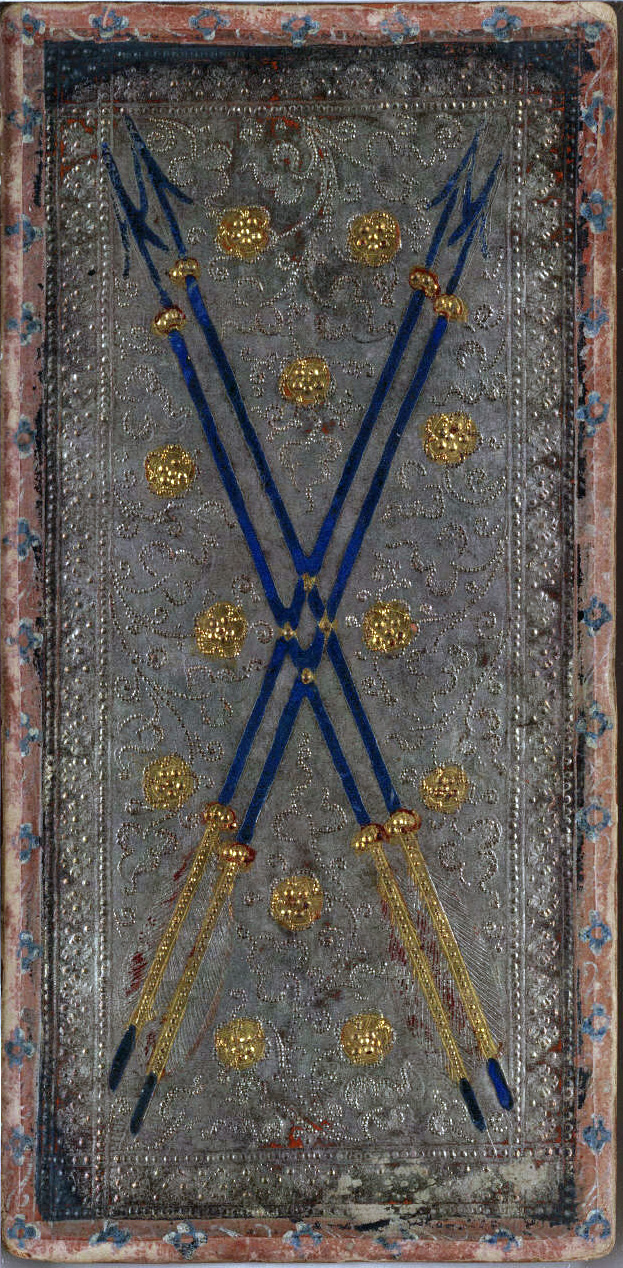
Quatre de flèche (bâton).
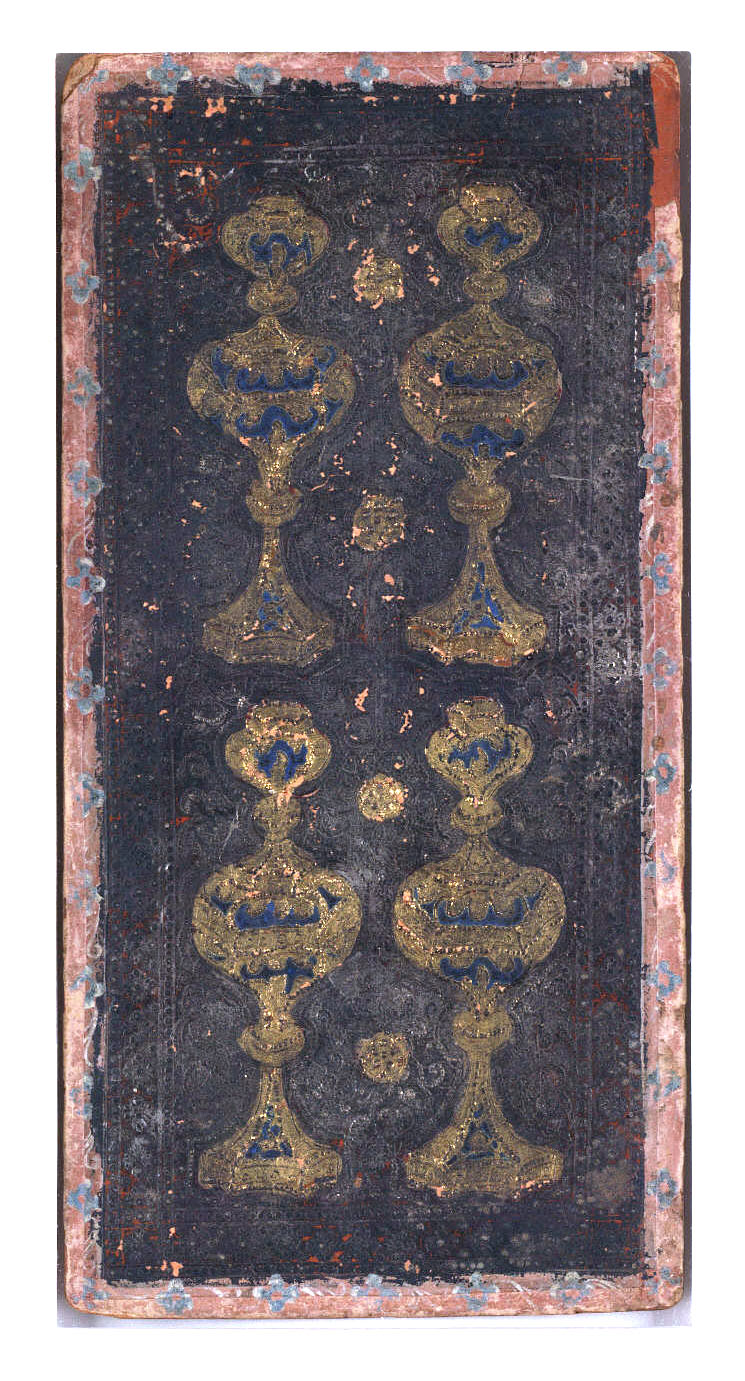
Quatre de coupe.
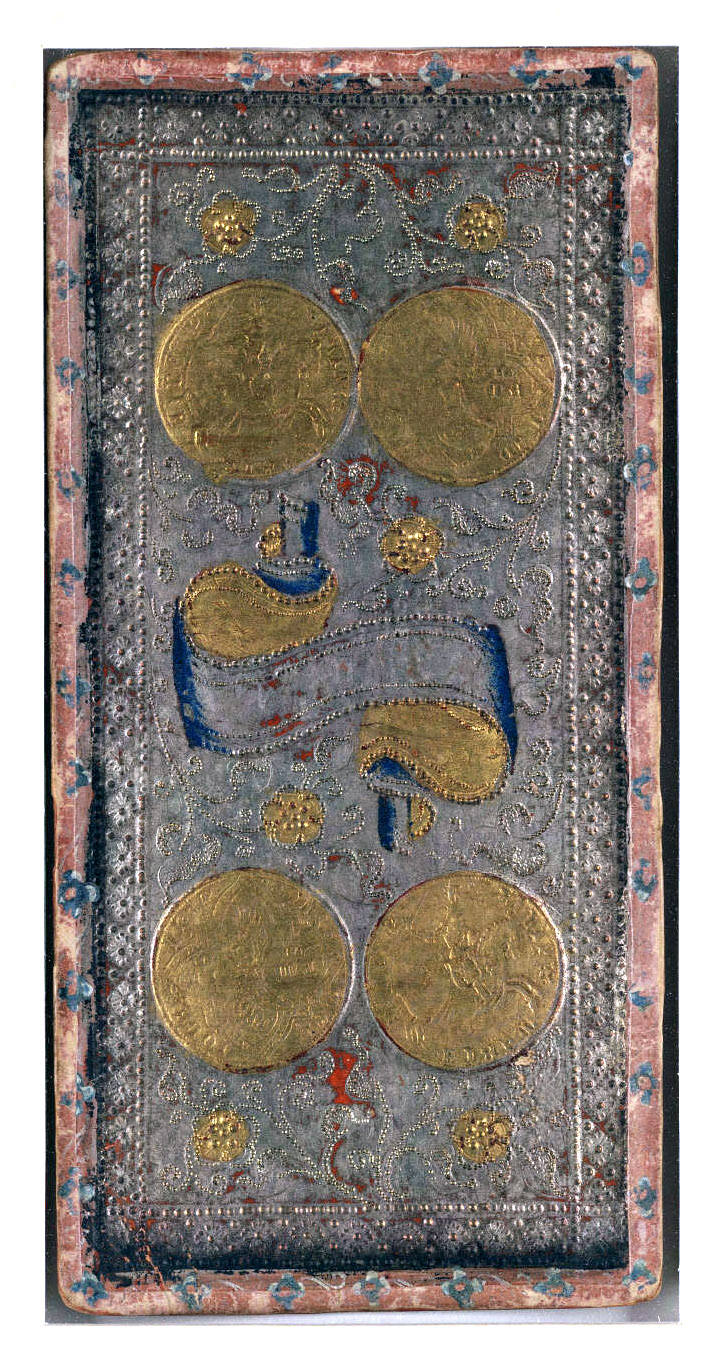
Quatre de denier.

- Tarot de Wüst (fin du XIXe siècle, Francfort), prédécesseur du Tarot nouveau (actuellement utilisé en France pour le jeu de tarot) :

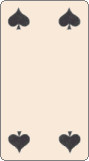
Quatre de pique
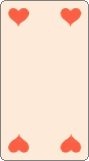
Quatre de cœur
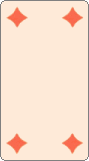
Quatre de carreau
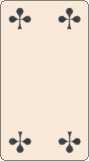
Quatre de trèfle

## Usage

### Tarot
Le quatre apparaît dans les paquets de 78 cartes de la plupart des jeux de tarot, où il s'agit d'une carte faible, entre le trois et le cinq. Les enseignes et le dessin des cartes varient suivant les pays.
En France, les enseignes françaises sont généralement utilisées. Les cartes font usage d'un format assez long (60 × 120 mm), permettant de conserver en main un nombre de cartes assez fourni. Le style le plus courant est le Tarot nouveau, dessiné à la fin du XIXe siècle. Dans ce style, la valeur des quatre est indiquée par quatre enseignes : deux en haut, deux autres en bas orientées en sens contraire (permettant de lire la carte dans n'importe quel sens). La valeur « 4 » et l'enseigne sont indiqués dans chaque coin. Aucun autre dessin ne figure sur les cartes.

### Variations régionales

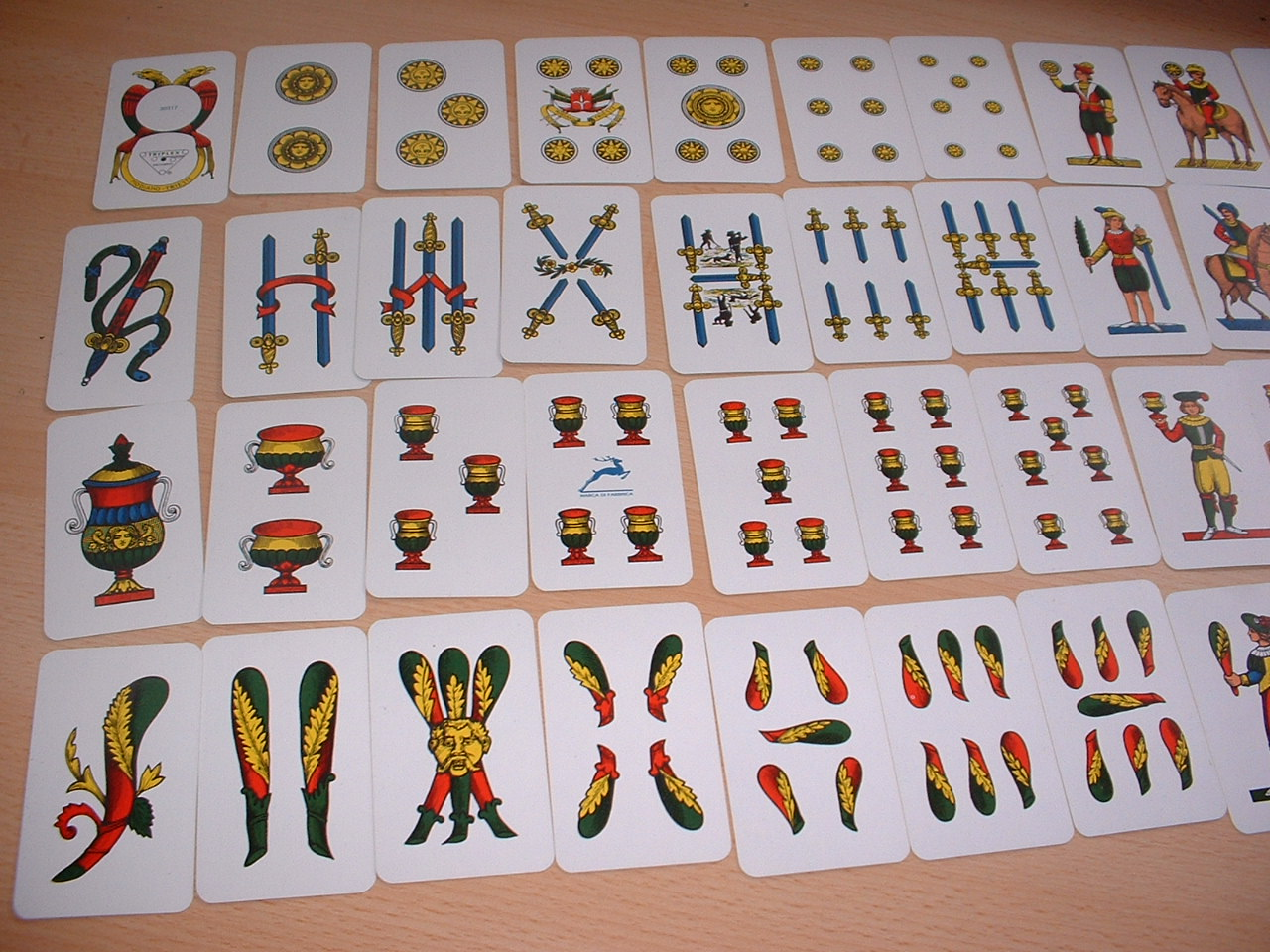
Ensemble complet d'un jeu Napoletane édité par le cartier italien Modiano ; destiné à la Scopa, il utilise les valeurs de 1 à 7 (dont le 4), quatre figures (valet, cavalier et roi) et les enseignes latines (bâtons, coupes, deniers et épées).

Du fait de l'évolution différente des jeux de cartes en Europe, le quatre n'apparait pas dans toutes les régions :
- Le quatre est présent dans les types de paquets suivants :
  - Jeu de 52 cartes (as, valeurs de 2 à 10, valet, dame et roi) :
    - Ce type de jeu est traditionnellement utilisé dans le nord de l'Italie, où il est muni des enseignes latines (bâtons, coupes, deniers et épées)[4],[1]
    - Avec les enseignes françaises (piques, cœurs, carreau et trèfles), il est largement répandu internationalement.

  - Jeu de 48 cartes (valeurs de 1 à 9, valet, cavalier et roi), utilisé en Espagne avec les enseignes latines[5],[1]
  - Jeu de 40 cartes :
    - Espagne et Italie (valeurs de 1 à 7, valet, cavalier, roi)
    - Portugal (valeurs de 2 à 8, valet, cavalier, roi)

- Le quatre n'est en revanche pas présent dans le jeu de 32 cartes (valeurs de 7 à 10, valet, dame, roi et as).

La valeur des quatre dépend des jeux et des régions. Cependant, il s'agit d'une carte généralement faible.
La galerie suivante présente les quatre d'un jeu de cartes muni des enseignes françaises :

Quatre de pique
Quatre de cœur
Quatre de carreau
Quatre de trèfle

La galerie suivante présente les quatre d'un jeu de cartes italien muni des enseignes latines, dans le style de Bergame :

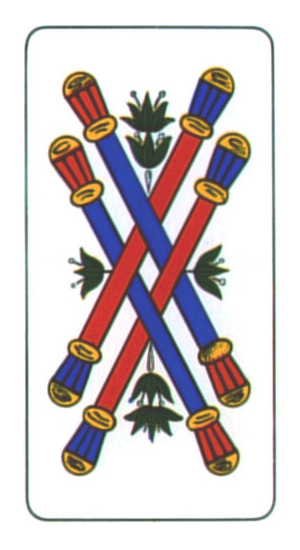
Quatre de bâton
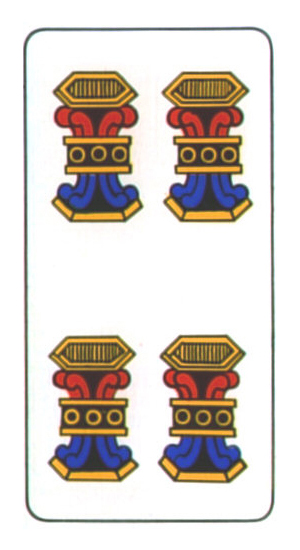
Quatre de coupe
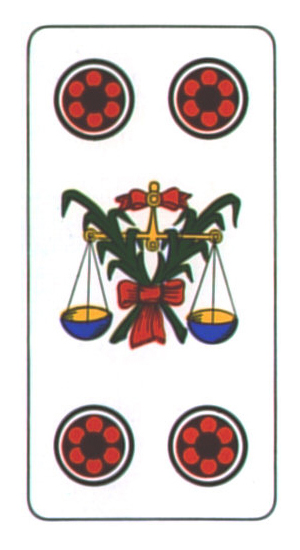
Quatre de denier
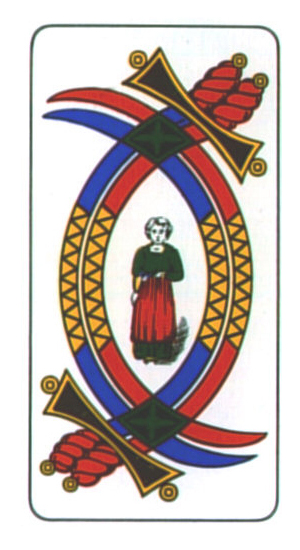
Quatre d'épée